# Nieuport 15
Nieuport 15 byl prototyp bombardéru postavený ve Francii v době první světové války. Vzhledem k neuspokojivým výkonům nebyl sériově vyráběn ani přijat do služby.

## Vznik a vývoj
Prototyp nového bombardéru, založený na konstrukci typu Nieuport 14, vznikl v létě 1916, a v listopadu téhož roku byl připraven k letovým zkouškám.
Jednalo se o jedenapůlplošník s dvoukomorovým systémem mezikřídelních vzpěr ve tvaru písmene „V“ mezi nestupněnými křídly a nově navrženými vodorovnými ocasními plochami s výškovými kormidly srdčitého tvaru. Pohonnou jednotku představoval dvanáctiválcový vidlicový motor Renault 12F s vertikálními trubkovými chladiči Hazet na bocích trupu.:s.376
Během letových zkoušek byly zjištěny nevyhovující vlastnosti ovládacích prvků a podvozku a Francouzské armádní letectvo bombardér odmítlo a koncem prosince jej prohlásilo za zastaralý. V září 1916 o typ projevila zájem britská Royal Naval Air Service, která objednala 10 kusů v dvoumístné verzi a 60 v jednomístném provedení, v září 1916 jim předběžně přidělila sériová čísla N5560–N5599,:s.43 ale v únoru 1917 byla tato zakázka zrušena,:s.377 po neuspokojivých výsledcích zkoušek.

## Specifikace

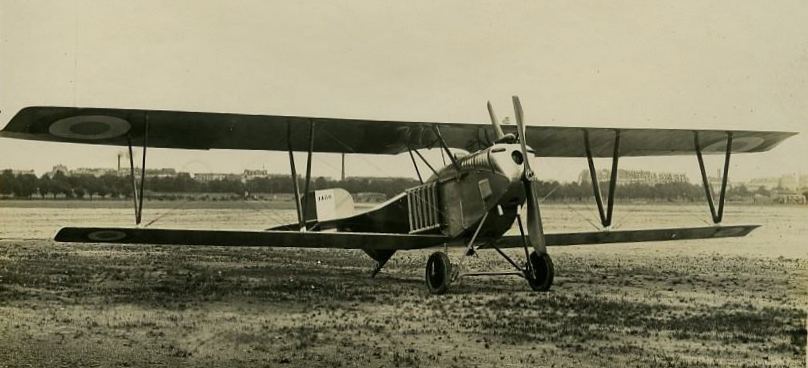
Nieuport 15

Základní údaje podle publikací French Aircraft of the First World War:s.376 a Nieuport Aircraft of World War One:s.44

### Technické údaje
- Posádka: 2 (pilot a pozorovatel)
- Délka: 9,5 m
- Rozpětí: 17 m
- Nosná plocha: 47,7 m²
- Prázdná hmotnost: 1 332 kg[4]:s.44
- Vzletová hmotnost: 1 897 kg
- Pohonná jednotka: 1 × vidlicový dvanáctiválec Renault 12F
- Výkon pohonné jednotky: 220 hp (164,05 kW)

### Výkony
- Maximální rychlost: 
  - na úrovni mořské hladiny: 156 km/h[4]:s.44
  - ve výši 2000 m: 140 km/h[4]:s.44
- Výstup do 2000 m: 16 minut 37 sekund
- Výstup do 3000 m: 30 minut 15 sekund
- Vytrvalost: 3 hodiny[5]
- Dostup: 4 000 m[5]

### Výzbroj (plánovaná)
- 1-2 × pohyblivý kulomet Lewis
- 14 × anilitová puma ráže 12 cm o hmotnosti 10 kg